# 虛數單位

虛數單位在複平面的位置。橫軸是實數，豎軸是虛數

在數學、物理及工程學裏，虛數單位是指二次方程{\displaystyle x^{2}+1=0}的解。虽然沒有這樣的实数可以滿足這個二次方程，但可以通過虛數單位将實數系統{\displaystyle \mathbb {R} }延伸至复数系統{\displaystyle \mathbb {C} }。延伸的主要動機為有很多實係數多項式方程式無實數解。例如剛才提到的方程式{\displaystyle x^{2}+1=0}就無實數解。可是倘若我們允許解答為虛數，那麼這方程式以及所有的多項式方程式都有解。虛數單位通常標記為{\displaystyle i}，但在涉及电气、电机工程等电学相关领域时，则往往标记为{\displaystyle j}，这是为了避免与电流（记为{\displaystyle i(t)}或{\displaystyle i}）相混淆。

## 定義
| {\displaystyle \ldots }         |
| {\displaystyle {{i}^{-{3}}}=i}  |
| {\displaystyle {{i}^{-{2}}}=-1} |
| {\displaystyle {{i}^{-{1}}}=-i} |
| {\displaystyle {{i}^{0}}=1}     |
| {\displaystyle {{i}^{1}}=i}     |
| {\displaystyle {{i}^{2}}=-1}    |
| {\displaystyle {{i}^{3}}=-i}    |
| {\displaystyle {{i}^{4}}=1}     |
| {\displaystyle {{i}^{5}}=i}     |
| {\displaystyle {{i}^{6}}=-1}    |
| {\displaystyle \ldots }         |

虛數單位{\displaystyle i}定義為二次方程式{\displaystyle x^{2}+1=0}的兩個根中的一個。這方程式又可等價表達為：
{\displaystyle {{x}^{2}}=-1}。
由於實數的平方絕不可能是負數，我們假設有這麼一個數目解答，給它設定一個符號{\displaystyle i}。很重要的一點是，{\displaystyle i}是一個良定義的數學構造。
另外，虛數單位同樣可以表示為：
{\displaystyle i={\sqrt {-{1}}}}
然而{\displaystyle i={\sqrt {-{1}}}}往往被誤認為是錯的，他們的證明的方法是：
因為{\displaystyle -1=i\cdot i=\left({\sqrt {-1}}\right)\times \left({\sqrt {-1}}\right)={\sqrt {\left(-1\right)\times \left(-1\right)}}={\sqrt {1}}=1}，但是-1不等於1。
但請注意：{\displaystyle {\sqrt {a\cdot b}}={\sqrt {a}}\cdot {\sqrt {b}}}成立的條件有{\displaystyle a},{\displaystyle b}不能為負數。
實數運算可以延伸至虛數與複數。當計算一個表達式時，我們只需要假設{\displaystyle i}是一個未知數，然後依照{\displaystyle i}的定義，替代任何{\displaystyle i^{2}}的出現為-1。{\displaystyle i}的更高整數冪數也可以替代為{\displaystyle -i}，{\displaystyle 1}，或{\displaystyle i}，根據下述方程式：
{\displaystyle i^{3}=i^{2}i=(-1)i=-i}，
{\displaystyle i^{4}=i^{3}i=(-i)i=-(i^{2})=-(-1)=1}，
{\displaystyle i^{5}=i^{4}i=(1)i=i}。
一般地，有以下的公式：
{\displaystyle i^{4n}=1}
{\displaystyle i^{4n+1}=i}
{\displaystyle i^{4n+2}=-1}
{\displaystyle i^{4n+3}=-i}
{\displaystyle i^{n}=i^{n{\bmod {4}}}}
其中{\displaystyle {\bmod {4}}}表示被4除的余数。

## i和-i
方程{\displaystyle x^{2}=-1}有两个不同的解，它们都是有效的，且互为共轭虚数及倒數。更加确切地，一旦固定了方程的一个解{\displaystyle i}，那么{\displaystyle -i}（不等于{\displaystyle i}）也是一个解，由于这个方程是{\displaystyle i}的唯一的定义，因此这个定义表面上有歧义。然而，只要把其中一个解选定，并固定为{\displaystyle i}，那么实际上是没有歧义的。这是因为，虽然{\displaystyle -i}和{\displaystyle i}在数量上不是相等的（它们是一对共轭虚数），但是{\displaystyle i}和{\displaystyle -i}之间没有质量上的区别（-1和+1就不是这样的）。在任何的等式中同時將所有i替換為-i，該等式仍成立。
{\displaystyle -i^{2}=1}
{\displaystyle -i=i^{-1}={\frac {1}{i}}}

## 正当的使用
虚数单位有时记为{\displaystyle {\sqrt {-1}}}。但是，使用这种记法时需要非常谨慎，这是因为有些在实数范围内成立的公式在复数范围内并不成立。例如，公式{\displaystyle {\sqrt {a}}\cdot {\sqrt {b}}={\sqrt {a\cdot b}}}仅对于非负的实数{\displaystyle a}和{\displaystyle b}才成立。
假若這個關係在虚数仍成立，則會出現以下情況：
{\displaystyle -1=i\cdot i={\sqrt {-1}}\cdot {\sqrt {-1}}={\sqrt {(-1)\cdot (-1)}}={\sqrt {1}}=1}（不正确）
{\displaystyle -1=i\cdot i=\pm {\sqrt {-1}}\cdot \pm {\sqrt {-1}}=\pm {\sqrt {(-1)\cdot (-1)}}=\pm {\sqrt {1}}=\pm 1}（不正确）
{\displaystyle {\frac {1}{i}}={\frac {\sqrt {1}}{\sqrt {-1}}}={\sqrt {\frac {1}{-1}}}={\sqrt {-1}}=i}（不正确）

## i的运算

虛數單位的平方根在複平面的位置

许多实数的运算都可以推广到{\displaystyle i}，例如平方根、冪、对数和三角函数。以下运算除第一项外，均为与{\displaystyle i}有关的多值函数，在实际应用时必须指明函数的定义选择在黎曼面的哪一支。下面列出的仅仅是最常采用的黎曼面分支的计算结果。
- {\displaystyle i}的平方根为：

{\displaystyle \pm \left({\frac {\sqrt {2}}{2}}+{\frac {\sqrt {2}}{2}}i\right)=\pm {\frac {\sqrt {2}}{2}}(1+i)}
这是因为：
{\displaystyle {\begin{aligned}\left[\pm {\frac {\sqrt {2}}{2}}(1+i)\right]^{2}&=\left(\pm {\frac {\sqrt {2}}{2}}\right)^{2}(1+i)^{2}\ \\&={\frac {1}{2}}(1+2i+i^{2})\\&={\frac {1}{2}}(1+2i-1)\\&=i\end{aligned}}}
使用算术平方根符号表示：
{\displaystyle {\sqrt {i}}={\frac {\sqrt {2}}{2}}(1+i)}
其解法為先假設兩實數{\displaystyle x}及{\displaystyle y}，使得{\displaystyle (x+iy)^{2}=i}，求解{\displaystyle x,y}
- 一个数的{\displaystyle ni}次幂为：

{\displaystyle x^{ni}=\cos \ln x^{n}+i\sin \ln x^{n}}
一个数的{\displaystyle ni}次方根为：
{\displaystyle {\sqrt[{ni}]{x}}=\cos \ln {\sqrt[{n}]{x}}-i\sin \ln {\sqrt[{n}]{x}}}
利用歐拉公式
{\displaystyle i^{i}=\left[e^{i({\frac {\pi }{2}}+2k\pi )}\right]^{i}=e^{i^{2}({\frac {\pi }{2}}+2k\pi )}=e^{-({\frac {\pi }{2}}+2k\pi )}}，{\displaystyle k\in \mathbb {Z} }
代入不同的{\displaystyle k}值，可計算出無限多的解。当{\displaystyle k=0}最小的解是{\displaystyle e^{-{\frac {\pi }{2}}}\approx }0.20787957635076...
- 以{\displaystyle i}为底的对数为：

{\displaystyle \log _{i}x={{2\ln x} \over i\pi }}
- {\displaystyle i}的余弦是一个实数：

{\displaystyle \cos i=\cosh 1={{e+{\frac {1}{e}}} \over 2}={{e^{2}+1} \over 2e}\approx }1.5430806348152...
- {\displaystyle i}的正弦是纯虚数：

{\displaystyle \sin i=i\sinh 1={{e-{\frac {1}{e}}} \over 2}i={{e^{2}-1} \over 2e}i\approx }1.1752011936438...{\displaystyle i}

## 在程式語言
- 大部分的程式語言都不提供虛數單位，且平方根函數(大多為sqrt()或Math.Sqrt())的引數不可以是負數，因此，必須自行建立類別後方可使用。
- 但Lisp的许多实现与方言，如Common Lisp，内建虚数和複數的支持。不少动态语言受其影响，也在语言本身或标准库中支持虚数和複數，如Python、Ruby。
- 一些传统编程语言，如C语言，也从C99开始支持虚数和複數。
- 在Matlab，虛數單位的表示方法為i或j，但i和j在for迴圈可以有其他用途。
- 在Mathematica，虛數單位的表示方法為I、𝕚或𝕛。
- 在Maple，必須啟用虛數功能，並選擇用i還是j表示虛數單位。
- Go語言於第 1.0 版就内建虚数和複數的支持，變數類型為 complex64和complex128[3]。

## 註解
1. ↑  University of Toronto Mathematics Network: What is the square root of i? （页面存档备份，存于） URL retrieved March 26, 2007.
2. ↑  "The Penguin Dictionary of Curious and Interesting Numbers" by David Wells, Page 26.
3. ↑  Rob Pike. . The Go Blog. 2014-08-25  [2022-05-27]. （原始内容存档于2022-06-28）.